# Bezděz (nádraží)
Bezděz je železniční stanice, jejíž kolejiště se z větší části nachází na katastrálním území Březovice pod Bezdězem, staniční budova pak na adrese Hlínoviště čp. 48 v k.ú. Bělá pod Bezdězem v okrese Mladá Boleslav. Stanice je nazvána podle vesnice Bezděz v okrese Česká Lípa, vzdálené asi 2 km severním směrem. Stanice tedy leží ve Středočeském kraji, zatímco sídlo, podle kterého se jmenuje, je v Libereckém kraji. Stanice leží v km 18,603 neelektrizované jednokolejné železniční trati Bakov nad Jizerou – Česká Lípa mezi stanicemi Bělá pod Bezdězem a Okna.

## Historie
Nádraží Bezděz bylo zprovozněno společností Česká severní dráha 14. listopadu 1867, tedy současně se zahájením provozu tratě v úseku Bakov nad Jizerou – Česká Lípa hlavní nádraží. V období německé okupace v letech 1938–1945 neslo nádraží název Bösig.
Výpravčí sloužili ve stanici do konce roku 2007, kdy bylo vybudováno nové dálkově ovládané zabezpečovací zařízení. Od té doby je stanice bez dopravních zaměstnanců.
Na rok 2022 byla plánována kompletní oprava budovy nádraží.

## Popis stanice

### Do roku 2007
Stanice byla vybavena staničním zabezpečovacím zařízením 2. kategorie, které bylo tvořeno mechanickým ústředním přístrojem s reléovým vybavovačem. Z dopravní kanceláře výpravčí obsluhoval pomocí pák a drátovodů dvě rozhodující výhybky (č. 1 a 9). Ostatní výhybky se přestavovaly ručně a při posunu je obsluhoval staniční dozorce, který měl stanoviště v dopravní kanceláři, nebo posunová četa. Ve stanici byla ještě stavědla I (na bělském zhlaví) a II (na okenském zhlaví), ta již však byla v době před modernizací zabezpečovacího zařízení neobsazena.
Stanice měla světelná na sobě závislá návěstidla, odjezdová návěstidla byla skupinová pro odjezdy z kolejí č. 1 a 3 (SB směr Bělá pod Bezdězem, LO směr Okna). Vjezdová návěstidla L a S byla víceméně na stejných místech jako návěstidla po modernizaci.
Oproti pozdějšímu stavu byla ve stanici ještě přímo u budovy manipulační kolej č. 2. U této koleje bylo vnější nástupiště o délce 210 m, byť tato kolej nesloužila pro jízdu vlaků. Dále byla ve stanici vnitřní nástupiště u koleje č. 1 (délka 240 m, sypané kamennou drtí se zpevněnou hranou) a u koleje č. 3 (délka 210 m, sypané kamennou drtí).
Jízdy vlaků mezi Bezdězem a sousedními stanicemi byly zabezpečeny pomocí telefonického dorozumívání.

### Od roku 2007
Stanice je vybavena elektronickým stavědlem ESA 11, volnost kolejí je zjišťována pomocí počítačů náprav. Staniční zabezpečovací zařízení (SZZ) je dálkově ovládáno ze stanice Česká Lípa hlavní nádraží, případně je možná místní obsluha pomocí desky nouzových obsluh, která je umístěna v dopravní kanceláři ve výpravní budově. Všechna návěstidla jsou světelná. Z České Lípy je rovněž ovládán staniční rozhlas, který slouží pro informování cestujících.

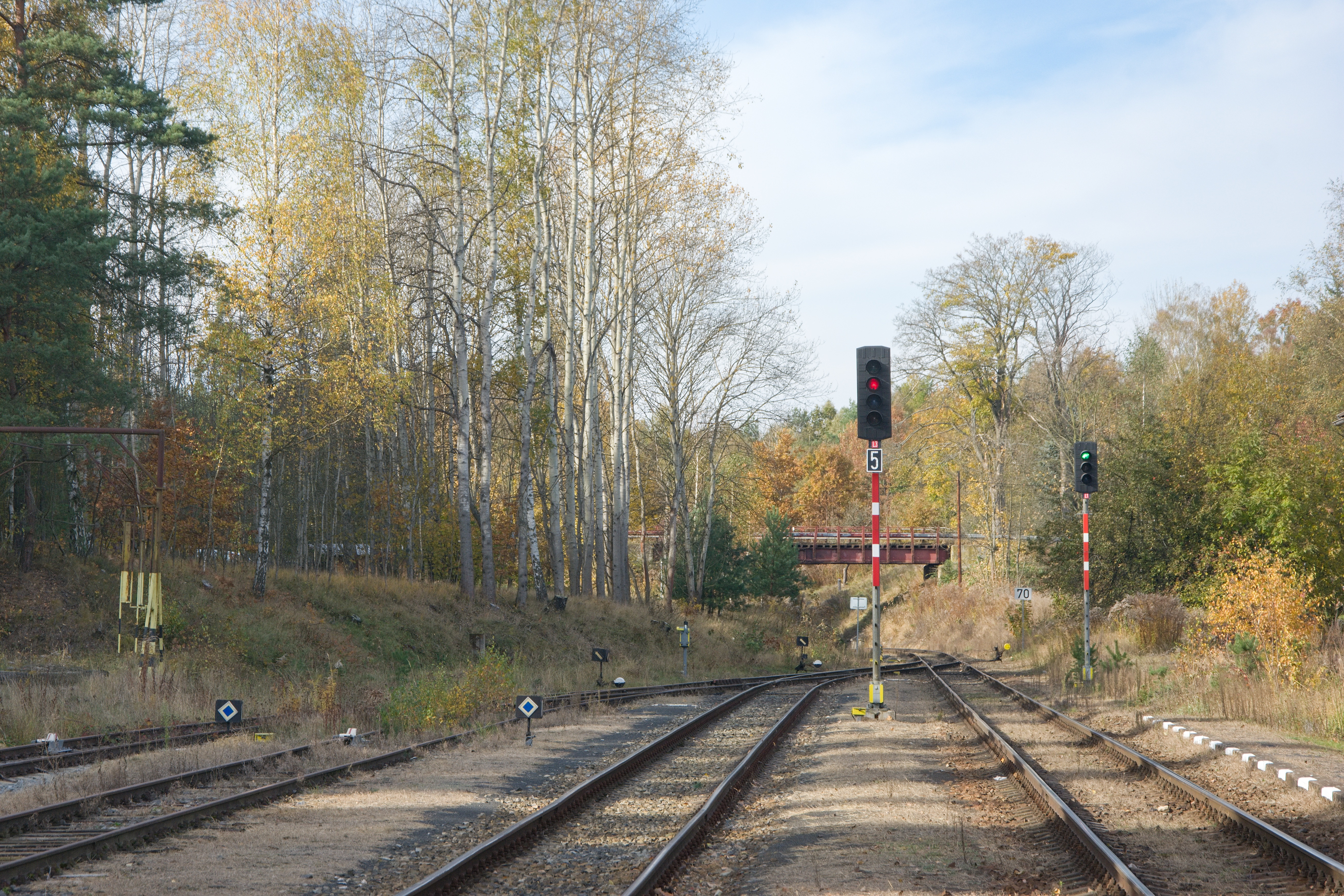
Okenské zhlaví stanice

Ve stanici jsou dvě dopravní koleje, přímo u budovy je kolej č. 1 (užitečná délka 624 m), následuje kolej č. 3 (580 m). Za třetí kolejí jsou ještě manipulační koleje č. 5 a 7, z páté koleje pak ještě na bělském zhlaví vychází krátká kusá kolej 5a. Ve stanici je celkem sedm výhybek. Rozhodující výhybky č. 1 a 7, které umožňují jízdu z tratě na kolej č. 1 nebo 3, jsou vybaveny elektromotorickým přestavníkem a ohřevem, ostatní výhybky se přestavují ručně.
U obou dopravních kolejí jsou zřízena jednostranná nástupiště s výškou nástupní hrany 200 mm nad temenem kolejnice. Nástupiště č. 1 u koleje č. 1 je vnější a má délku 87 m. Nástupiště č. 2 u koleje č. 3 je vnitřní a má délku 110 m, příchod na toto nástupiště umožňuje úrovňový přechod přes kolej č. 1.
Stanice je kryta z návazných traťových úseků vjezdovými návěstidly L (od Bělé pod Bezdězem) v km 17,839, z opačného směru pak S v km 19,292. Při jízdě na/z 3. kolej návěstí vjezdová návěstidla, resp. odjezdová návěstidla z koleje, rychlost 50 km/h do odbočky.
Jízdy vlaků v obou přilehlých traťových úsecích jsou zabezpečeny pomocí traťového zabezpečovacího zařízení 3. kategorie typu ESA11-EIP (integrované do SZZ) s počítači náprav.